# Ioan Modroiu
Ioan Modroiu , (n. 23 iunie 1886, Râșnov, județul Brașov - d. ?) a fost un deputat în Marea Adunare Națională de la Alba Iulia, organismul legislativ reprezentativ al „tuturor românilor din Transilvania, Banat și Țara Ungurească”, cel care a adoptat hotărârea privind Unirea Transilvaniei cu România, la 1 decembrie 1918.

## Biografie
Ioan Modroiu s-a născut la Râșnov, județul Brașov și a fost preot și delegat al Cercului Șăpși-Sângeorgi. A urmat școala primară în Râșnov, liceul la Brașov. A fost preot și învățător din 1908 în comuna Vama Buzăului, județul Brașov.

## Studii
A urmat școala primară în Râșnov. A urmat liceul „Andrei Șaguna” din Brașov și Academia teologică ortodoxă din Sibiu.

## Activitatea politică
A participat la Marea Adunare Națională de la Alba Iulia din 1 decembrie 1918 ca delegat al Circumscripției Buzăul Ardelean.

## Recunoașteri
A fost decorat cu ordinul „Ferdinand I” în grad de cavaler și ordinul „Coroana României” în grad de cavaler.